# Du Chính Thanh
Du Chính Thanh (tiếng Trung: 俞正声; bính âm: Yú Zhèngshēng; sinh 5 tháng 4 năm 1945) là một chính khách cao cấp Trung Quốc. Ông từng là Chủ tịch Ủy ban Toàn quốc Hội nghị Hiệp thương Chính trị Nhân dân Trung Quốc và là nhân vật đứng thứ 4 trong Ban Thường vụ Bộ Chính trị Đảng Cộng sản Trung Quốc khóa XVIII nhiệm kỳ 2012 đến năm 2017, một trong 7 người nắm quyền lãnh đạo tối cao tại Cộng hòa Nhân dân Trung Hoa.

## Sự nghiệp
Du Chính Thanh tốt nghiệp kỹ sư quân sự khóa 11 (1963-1968) tại Trường Đại học Kỹ thuật Quân sự Cáp Nhĩ Tân (nay là Trường Đại học Tổng hợp Công nghệ Quốc phòng Quốc gia Trung Quốc), chuyên ngành: kỹ thuật điều khiển tự động tên lửa đạn đạo. Ông công tác trong ngành kỹ thuật điện tử gần 20 năm, cho tới giữa thập kỷ 1980.
Từ năm 1968 đến năm 1971, ông làm kỹ sư tại Nhà máy Vô tuyến số 6 tại thành phố Trương Gia Khẩu, tỉnh Hà Bắc.
Từ năm 1971 đến năm 1975, ông là kỹ sư chính tại nhà máy vô tuyến Tsyaosiysk, thành phố Trương Gia Khẩu, tỉnh Hà Bắc.
Từ năm 1975 đến năm, là phó kỹ sư trưởng tại Viện Nghiên cứu số 4 (chuyên ngành công nghệ điện tử) thuộc Bộ Công nghiệp nặng Trung Quốc.
Du Chính Thanh từng giữ vị trí Tổng giám đốc, Phó Chủ tịch và thành viên của Tập đoàn Quỹ Xã hội Tàn tật Trung Quốc trước khi tham gia chính trị tại Tỉnh Sơn Đông.Du Chính Thanh được Đặng Tiểu Bình và Giang Trạch Dân đỡ đầu. Con trai Đặng Tiểu Bình là Đặng Phúc Phương, Chủ tịch Quỹ Xã hội Tàn tật nơi Du công tác vào những năm 80. Du Chính Thanh còn làm việc dưới quyền Giang Trạch Dân, khi ông còn làm Bộ trưởng Công nghiệp điện tử.
Du Chính Thanh từng là Thị trưởng Thanh Đảo, tỉnh Sơn Đông rồi làm Bộ trưởng Xây dựng vào năm 1997. Năm 2007, ông làm Bí thư Thành ủy Thượng Hải, thành phố lớn nhất về tài chính và kinh doanh tại Trung Quốc. Trước đó ông là Bí thư tỉnh ủy Hồ Bắc và là Ủy viên Bộ Chính trị Đảng Cộng sản Trung Quốc từ năm 2002.
Du Chính Thanh cổ vũ cho khu vực tư nhân, phát triển đô thị, phát triển pháp luật và cải cách xã hội để tạo dựng niềm tin và tin cậy trong xã hội.
Ngày 11 tháng 3 năm 2013, Du Chính Thanh chính thức được bầu làm Chủ tịch Ủy ban toàn quốc Hội nghị Chính trị Hiệp thương Nhân dân Trung Quốc (gọi tắt là Chính hiệp), thay cho ông Giả Khánh Lâm.

## Gia đình
Ông là con trai của Du Khải Uy, cựu Thị trưởng Thiên Tân và là chồng đầu tiên của Giang Thanh, vợ của Mao Trạch Đông. Mẹ ông là nhà báo Phạm Cấn. Vợ Du Chính Thanh là con gái một vị tướng trong Quân giải phóng Trung Quốc.